# Heteropoda modiglianii
Heteropoda modiglianii là một loài nhện trong họ Sparassidae.
Loài này thuộc chi Heteropoda. Heteropoda modiglianii được Tord Tamerlan Teodor Thorell miêu tả năm 1890.